# Giulio Buzenac
Giulio Buzenac (Marsiglia, 17 novembre 1858 – Cagliari, 16 giugno 1925) è stato un direttore d'orchestra italiano.
Studiò con Amilcare Ponchielli. Diresse il Teatro civico e l'Orchestra comunale di Cagliari dal 1895 al 1899.